# Kastell Wesel-Büderich
Das Kastell Wesel-Büderich war ein römisches Auxiliarkastell am Niedergermanischen Limes, der 2021 zum UNESCO-Weltkulturerbe erhoben wurde. Das ehemalige Militärlager und heutige Bodendenkmal befindet sich auf dem Gebiet von Büderich, einem linksrheinischen Ortsteil der nordrhein-westfälischen Stadt Wesel.

## Lage und Forschungsgeschichte
Das Fundareal des ehemaligen Militärlagers befindet sich südlich der mittelalterlichen, 1813 eingeebneten Stadtwüstung Alt-Büderich und nordwestlich des heutigen Ortskerns von Büderich. Die Garnison lag dort auf einer etwa 250 m mal 250 m messenden, „Steinacker“ genannten, hochwasserfreien Anhöhe in der Auenterrasse des linken Rheinufers unmittelbar gegenüber der Stelle, an der in antiker Zeit die Lippe in den Rhein mündete. Im heutigen siedlungs- und verkehrsgeographischen Raum befindet sich das Bodendenkmal am „Perricher Weg“, südlich der „Xantener Straße“ (L 460).
Schon in der zweiten Hälfte des 19. sowie in der ersten Hälfte des 20. Jahrhunderts erschienen erste Meldungen über römische Funde auf dem „Steinacker“ von Büderich in den Bonner Jahrbüchern. Aber auch wenn dabei, sowie durch Theodor Bergmann, in den Jahren von 1920 bis 1954 katholischer Pfarrer und Heimatforscher des Ortes, eine relativ hohe Anzahl von Militaria geborgen worden waren, wurden der Fundstelle lange Zeit nur rein zivile Funktionen zugewiesen. Erst durch zwei Publikationen von Ursula Maier-Weber in den Jahren 1991 und 1992 wurde der militärische Charakter des Platzes offenkundig. Systematische Ausgrabungen wurden in den Jahren 2008 bis 2010 im Zusammenhang mit dem Bau einer Umgehungsstraße erforderlich. Sie erhärteten die bisherigen Vermutungen, dass es sich bei der Flur „Steinäcker“ um den ehemaligen Standort eines römischen Auxiliarkastells handelt.

## Funde, Datierung und Befunde
Unter dem insgesamt eine Stückzahl von Tausenden umfassenden römischen Fundmaterial waren die Militaria besonders augenfällig. So wurden an Angriffswaffen zwölf Lanzenspitzen, neun Pfeil- und Bolzenspitzen, drei Pilumspitzen und drei Dolche (Pugio) geborgen, ferner sechs Lanzenschuhe und eine Dolchscheide. An Schutzwaffen kamen noch die Wangenklappe eines Helms, mehrere Scharniere von Schienenpanzern, der Brusthaken eines Kettenhemdes, drei Schildbuckel und einige Schildrandbeschläge hinzu. Eine derartige Häufung militärischer Fundstücke auf relativ kleiner Fläche ist untypisch für eine zivile Siedlung und spricht vielmehr für einen militärischen Standort.  Die dort stationierte Einheit könnte eine Cohors (Kohorte), eine Cohors equitata (teilberittene Kohorte) oder die vergleichbar starke und ähnlich strukturierte Vexillatio einer Legion gewesen sein.
Von den Münzfunden stammen überdurchschnittlich viele aus der Zeit des Claudius (41–54) und des Vespasian (69–79). Ein kleiner Jupiteraltar aus der Umgebung datiert ursprünglich auf das erste Jahrhundert und wurde Ende des zweiten Jahrhunderts mit einer neuen Inschrift versehen. Eine Vorabauswertung der insgesamt 352 Sigillaten (davon 56 reliefverzierte Scherben) ergab, dass die frühesten Scherben claudischen Ursprungs sind, die spätesten dem letzten Viertel des zweiten Jahrhunderts entstammen. Gegen eine Existenz der Garnison noch im dritten und vierten Jahrhundert spricht, dass diese weder auf der Tabula Peutingeriana noch im Itinerarium Antonini verzeichnet ist. Insgesamt kann daher zum gegenwärtigen Zeitpunkt von einer Belegungsdauer von der claudisch-neronischen Zeit an bis in die zweite Hälfte des zweiten Jahrhunderts hinein ausgegangen werden, möglicherweise mit einer Unterbrechung zu Beginn des zweiten Jahrhunderts.
Von den Strukturen des ehemaligen Militärlagers und eines anzunehmenden, zivilen Lagerdorfes (Vicus) konnten bislang nur wenige Befunde freigelegt werden, darunter Abfallgruben, Pfostenlöcher, eine Gruppe von acht in einem Gebäude befindlichen Brennöfen und die Fundamentstickung bzw. Rollierung eines befestigten Weges.

## Denkmalschutz
Das Kastell Wesel-Büderich ist ein Bodendenkmal nach dem Gesetz zum Schutz und zur Pflege der Denkmäler im Lande Nordrhein-Westfalen (Denkmalschutzgesetz – DSchG). Nachforschungen und gezieltes Sammeln von Funden sind genehmigungspflichtig. Zufallsfunde sind an die Denkmalbehörden zu melden.